# Matt Chapman
Matt James Chapman, född den 28 april 1993 i Victorville i Kalifornien, är en amerikansk professionell basebollspelare som spelar för Toronto Blue Jays i Major League Baseball (MLB). Chapman är tredjebasman.
Chapman har tidigare spelat för Oakland Athletics (2017–2021). Han är främst känd för sitt defensiva spel och har vunnit två Platinum Glove Awards och tre Gold Glove Awards. Han har tagits ut till MLB:s all star-match en gång.

## Karriär

### College
Chapman studerade vid California State University, Fullerton 2012–2014 och spelade för skolans basebollag Cal State Fullerton Titans.

### Major League Baseball

#### Oakland Athletics
Chapman draftades av Oakland Athletics 2014 som 25:e spelare totalt och redan samma år gjorde han proffsdebut i Athletics farmarklubbssystem. Han debuterade i MLB för Athletics den 15 juni 2017. Året efter vann han sin första Gold Glove Award som den bästa defensiva tredjebasmannen i American League och sin första Platinum Glove Award som den bästa defensiva spelaren över huvud taget i ligan. Han var inte oäven offensivt med 24 homeruns och 68 RBI:s.
Chapman förbättrade sitt offensiva spel ytterligare 2019 då han hade 36 homeruns och 91 RBI:s trots ett slaggenomsnitt på bara 0,249. Defensivt var han lika bra som tidigare och vann sin andra raka Gold Glove Award och sin andra raka Platinum Glove Award. Under den säsongen togs han ut till sin första all star-match.
Under 2020 års säsong, som förkortades kraftigt på grund av covid-19-pandemin, spelade Chapman bara 37 matcher. Nästföljande säsong slog han 27 homeruns och hade 72 RBI:s, men hans slaggenomsnitt sjönk till 0,210 och han hade hela 202 strikeouts, näst flest i American League. Han vann dock sin tredje Gold Glove Award på fyra år för sitt defensiva spel.
Inför 2022 års säsong trejdade Athletics Chapman till Toronto Blue Jays i utbyte mot fyra yngre spelare.